# Liste de ports à Madagascar
Les ports de Madagascar permettent le transport de marchandises et de voyageurs.
Le tableau ci-dessous liste des ports principaux de Madagascar.

## Ports
| Port                 | LOCODE | Lieu             | Réf.   |
| -------------------- | ------ | ---------------- | ------ |
| Port de Toamasina    | MGTOA  | Toamasina        | ,      |
| Port d'Antsiranana   | MGDIE  | Antsiranana      | [ 6 ]  |
| Port de Toliara      | MGTLE  | Toliara          | [ 7 ]  |
| Port d'Ehoala        | MGEHL  | Tôlanaro         | [ 8 ]  |
| Port de Majunga      | MGMJN  | Mahajanga        | [ 9 ]  |
| Port Sainte-Marie    | MGSMS  | Île Sainte-Marie | [ 10 ] |
| Port d'Antalaha      | MGANM  | Antalaha         | [ 11 ] |
| Port de Maintirano   | MGMXT  | Maintirano       | [ 12 ] |
| Port de Manakara     | MGWVK  | Manakara         | [ 13 ] |
| Port de Mananjary    | MGMNJ  | Mananjary        | [ 14 ] |
| Port d'Ankiakabe     | MGWMN  | Ankiakabe        | [ 15 ] |
| Port d'Anjahanambo   | MGWMN  | Anjahanambo      | [ 15 ] |
| Port de Morombe      | MGMXM  | Morombe          | [ 16 ] |
| Port de Morondava    | MGMOQ  | Morondava        | [ 17 ] |
| Port de Hell-Ville   | MGHLV  | Hell-Ville       | [ 18 ] |
| Port Saint-Louis     | MGPSL  | Ambilobe         | [ 19 ] |
| Port de Tôlanaro     | MGTLN  | Tôlanaro         | [ 20 ] |
| Port de Vohémar      | MGVOH  | Vohémar          | [ 21 ] |
| Port d'Androka       | MGADK  | Androka          | [ 22 ] |
| Port Belo            | MGBMD  | Belo sur Mer     | [ 23 ] |
| Port de Farafangana  | MGRVA  | Farafangana      | [ 24 ] |
| Port de Maroantsetra | MGWMN  | Maroantsetra     | [ 25 ] |